# Glyptopora stonewallensis
Glyptopora stonewallensis is een mosdiertjessoort uit de familie van de Hexagonellidae. De wetenschappelijke naam van de soort is voor het eerst geldig gepubliceerd in 1924 door Coryell in Morgan.